# Payerne
Payerne (en alemán Peterlingen) es una comuna y ciudad histórica suiza del cantón de Vaud, capital del distrito de Broye-Vully. 
Payerne es conocida por albergar la mayor base aérea de la Fuerza Aérea Suiza.

## Geografía

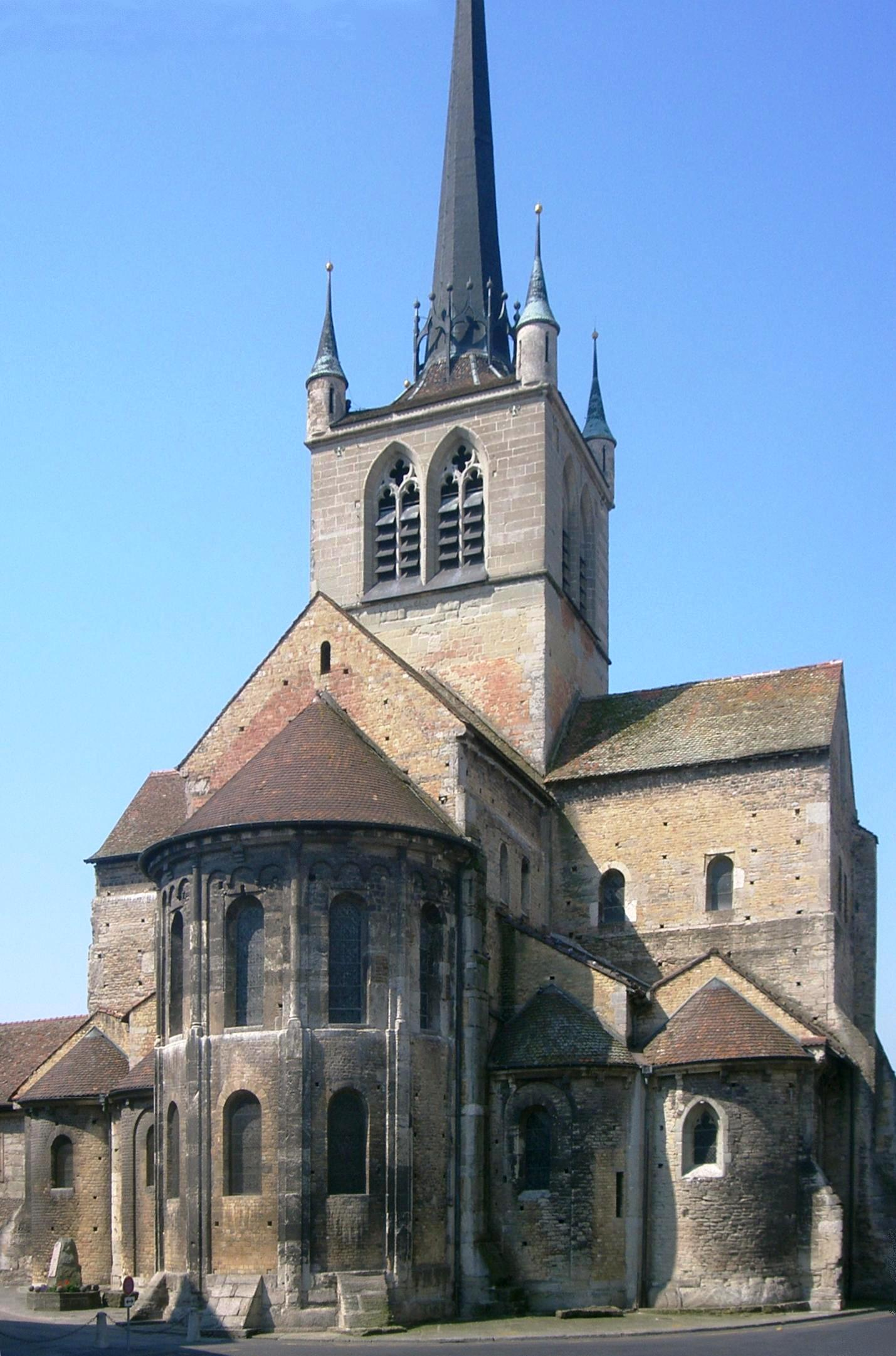
Iglesia de Payerne.

Situada en la meseta suiza en una planicie dominada por el río Broye. Limita al norte con la comuna de Grandcour, al este con Corcelles-près-Payerne y Montagny (FR), al sur con Torny (FR) y Trey, y al oeste con Fétigny (FR), Cugy (FR), Bussy (FR), Morens (FR) y Rueyres-les-Prés (FR).
La comuna formó parte hasta el 31 de diciembre de 2007 del distrito de Payerne, círculo de Payerne.
Además de la ciudad de Payerne, en la comuna también alberga las siguientes localidades:
- Corges
- Etrabloz
- Vers-chez-Perrin
- Vers-chez-Savary

## Transportes
Ferrocarril
La ciudad cuenta con una estación en la que efectúan parada trenes regionales y de cercanías (S-Bahn/RER) que sirven a las comunas de los alrededores, llegando a Lausana o Friburgo entre otros destinos.

## Historia
Gracias a las donaciones de su madre la reina Berta de Suabia (907-966), llamada también Berta «la hiladora», la emperatriz Adelaida de Borgoña (esposa de Otón I del Sacro Imperio Romano Germánico) hizo fundar el monasterio de Payerne.
El 1 de marzo de 1127, el conde Guillermo III de Borgoña es asesinado en la iglesia de Payerne. En 1240 el conde Pedro II de Saboya (1203-1268) da a Payerne una franquicia municipal.